# 영국의 선거
영국의 선거는 영국의 선거 제도에 관한 문서이다.

## 개요
영국은 총선거, 유럽의회 선거, 지방의회 선거, 시장 선거 등의 선거를 치른다. 선거는 선거일 (영국)에 실시되며, 보통 목요일에 실시되는 경우가 많다. 총선의 선거일은 가장 최근의 선거 후에 소집되는 의회의 개회에서 5년 이내에 실시된다. 다른 선거도 선거일이 대체로 정해져 있으나, 지방의회 선거는 몇몇 조건 하에서 조기에 행해지기도 한다. 영국의 선거제도는 소선거구제, 대선거구 완전병기제, 정당 명부식 비례대표제, 단기 이양식 투표 제도, 소선거구 비례대표 병립제, 보충투표제 등을 사용하고 있다.
선거 관련 사무는 각 지방 정부의 선거관리담당국에 의해 관리된다. 실제 투표의 절차는 선거관리관에 의해 운영되며, 선거등록관에 의해 선거인 명부가 작성되어 보관된다.

## 같이 보기
- 영국의 선거구 (영국 의회의 선거구)